# Eurocopter EC155
El Eurocopter EC155 es un helicóptero bimotor medio polivalente diseñado y fabricado por el grupo Eurocopter, a partir del modelo AS365 Dauphin.

## Desarrollo y diseño

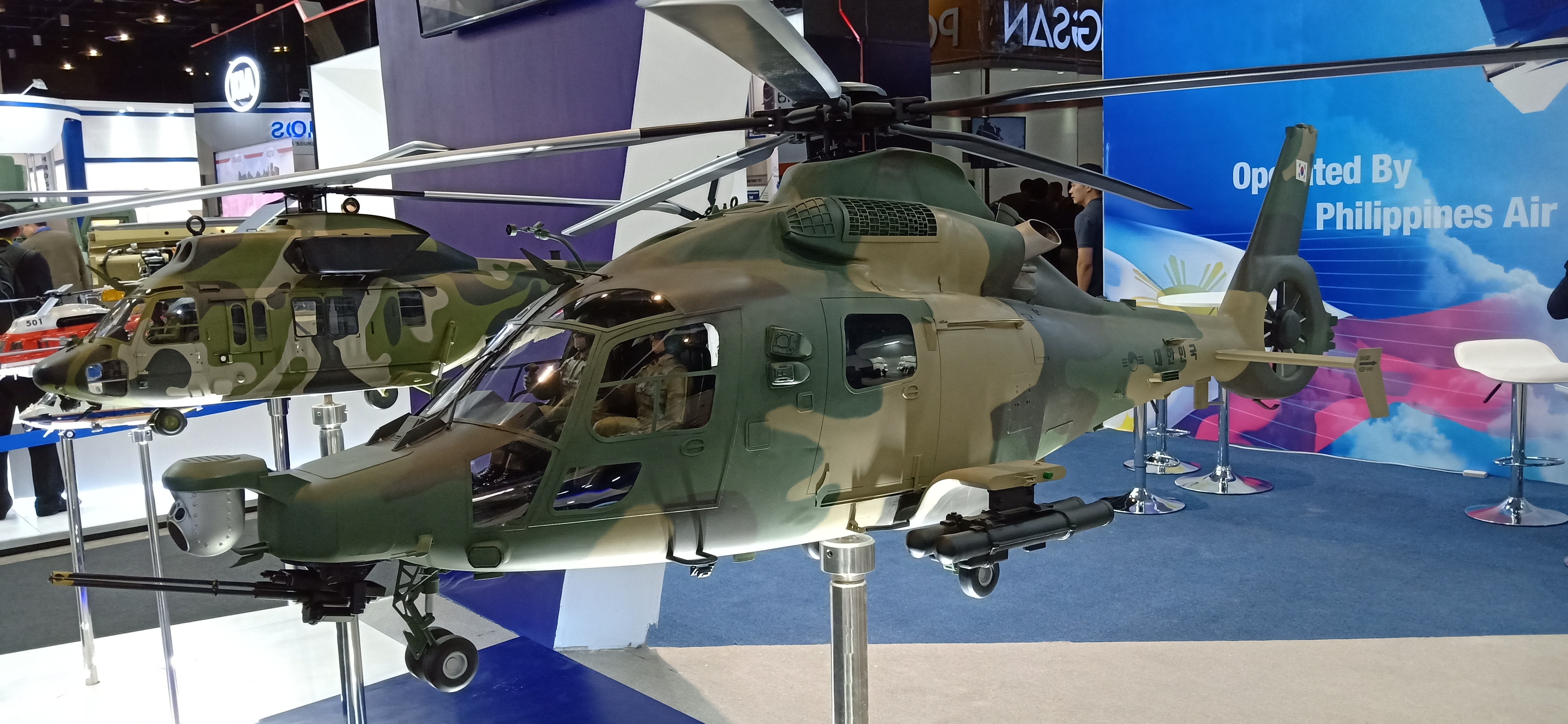
Un EC155 no requiere pista para despegue o aterrizaje, y alcanza una velocidad de crucero de 280 km/h.

El EC155 se denominó inicialmente como AS365 N4 Dauphin, desarrollado a partir del Eurocopter AS365 N3 Dauphin 2, teniendo como objetivo ofrecer una cabina de mayor amplitud que en los anteriores modelos del Dauphin. El programa de desarrollo comenzó en septiembre de 1996, presentando el proyecto al público general en el Paris Air Show de 1997. El prototipo del EC155, creado a partir de una modificación de un Dauphin, realizó su primer vuelo desde Marignane el 17 de junio de 1997. Y el primer ejemplar de preproducción, el EC155 B, voló el 11 de marzo de 1998.
A diferencia del Dauphin con rotor principal de cuatro palas, el EC155 posee un rotor compuesto de tipo Spheriflex con cinco palas, que junto al rotor de cola de tipo fenestron reduce el nivel de vibraciones de manera significante.

## Componentes del EC155 B1
Francia

### Electrónica

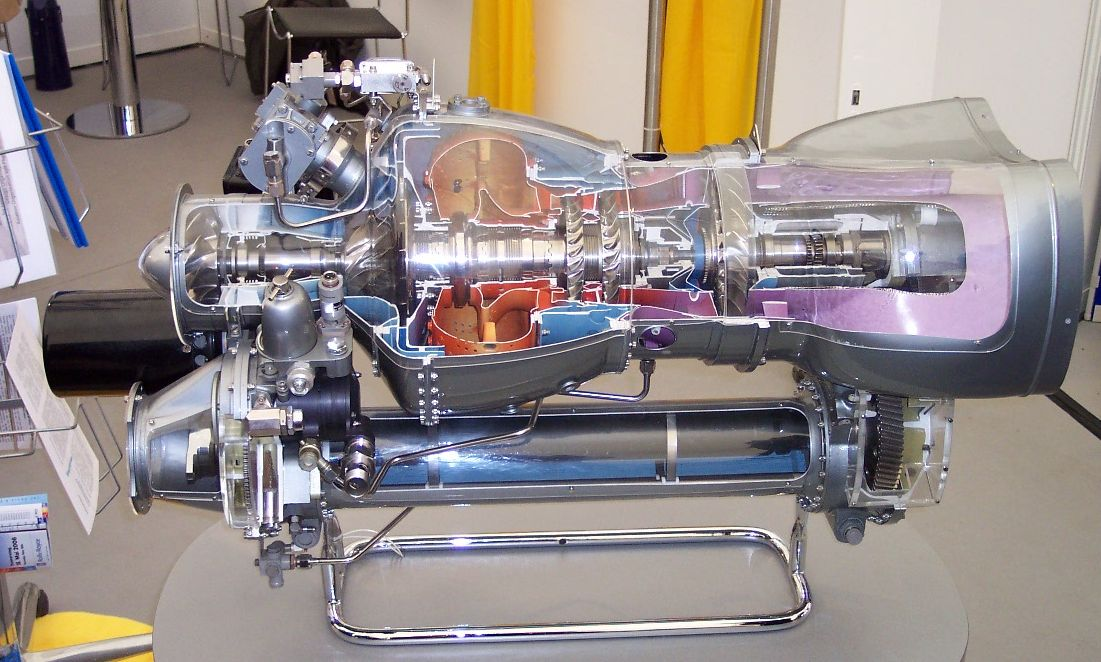
Corte esquemático del Arriel.

| Sistema      | País | Fabricante | Notas     |
| ------------ | ---- | ---------- | --------- |
| Red de datos |      |            | ARINC 429 |

### Propulsión
| Sistema | País               | Fabricante | Notas          |
| ------- | ------------------ | ---------- | -------------- |
| Motor   | Bandera de Francia | Turbomeca  | 2 × Arriel 2C2 |

## Variantes
- EC155 - El primer prototipo, fabricado a partir de un Dauphin.
- EC155 B - La primera versión de producción, equipado con dos motores Turbomeca Arriel 2C1.
- EC155 B1 - Una versión más potente, equipado con dos motores Turbomeca Arriel 2C2.

## Usuarios
Azerbaiyán
- Azerbaijan Airlines - 4 EC155 B1.[1]

 Argentina

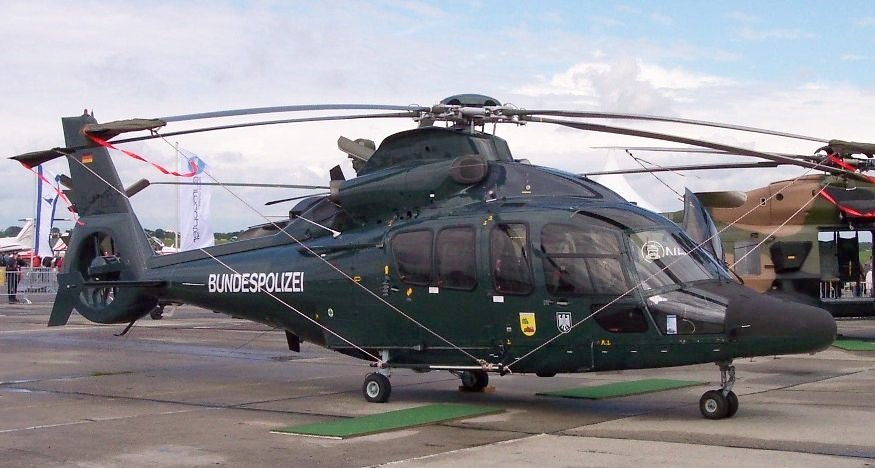
Un EC155 de la Bundespolizei.

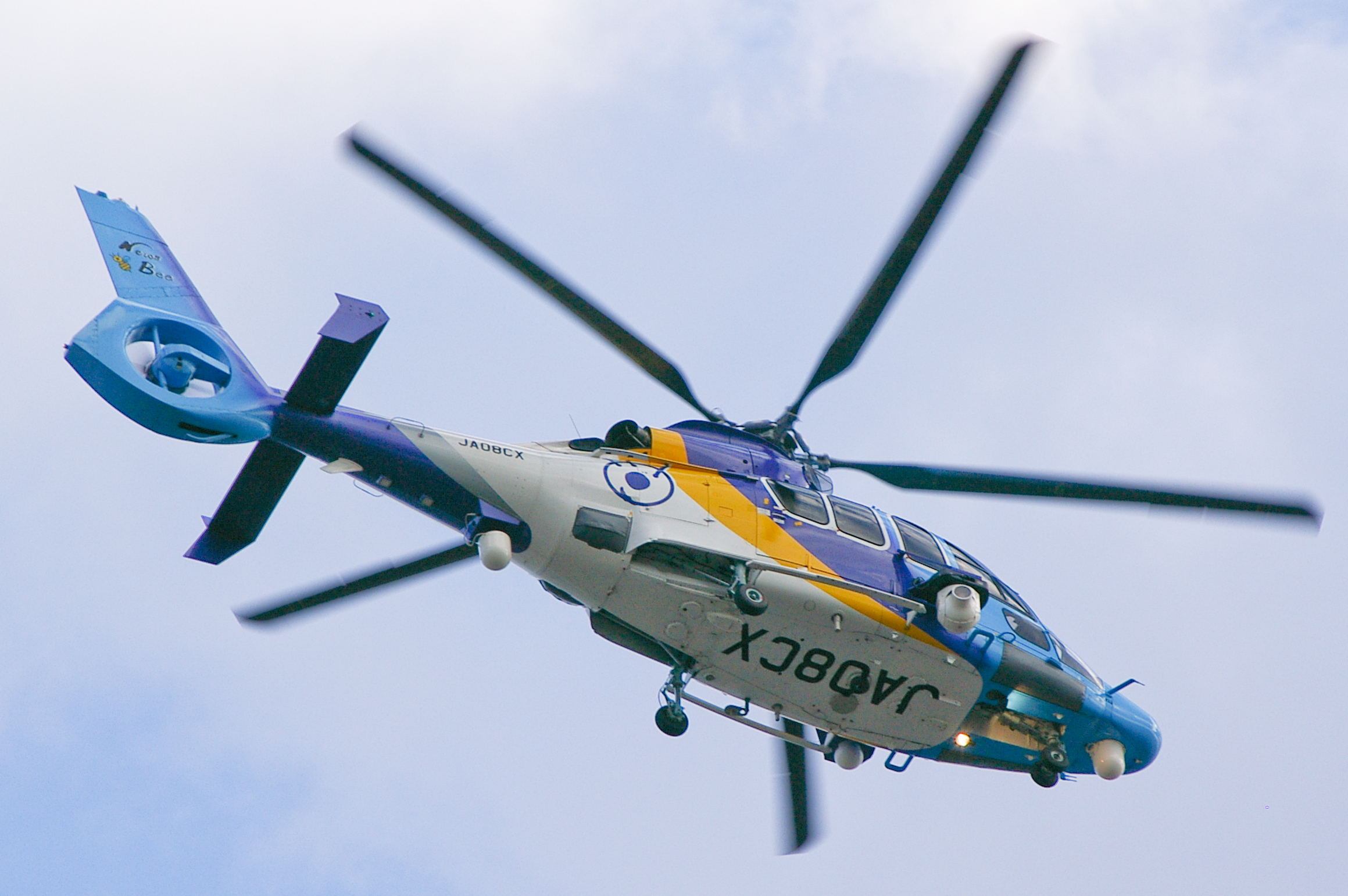
Un EC155 B, operado por Toho Air Service para la Fuji Television.

- Policía Federal Argentina - Utilizado también por la Agrupación Aérea Presidencial - 2 en servicio.

 Bélgica
- Noordzee Helikopters Vlaanderen - 2 EC155 B1.

 China
- CITIC - 2 EC 155 B1.[4]

 Dinamarca
- DanCopter - 6 EC155 B1.[5]

 República Dominicana
- Fuerza Aérea Dominicana - 1 en servicio para uso presidencial[6]

 Alemania
- Bundespolizei - 15 en servicio.[7]

 Japón
- Toho Air Service - 1 EC155 B trabajando para Fuji Television.[8]
- Departamento de Policía Metropolitana de Tokio - 1 EC155 B1 en servicio.[9]

 Nigeria
- Bristow Helicopters - 6 EC155 B.[10]

 Países Bajos
- CHC Helicopter

## Especificaciones (AS365 N3)
Referencia datos: Eurocopter.com

### Características generales
- Tripulación: 1 o 2 pilotos
- Capacidad: 13 pasajeros
- Longitud: 14,30 m
- Diámetro rotor principal: 12,60 m
- Altura: 4,35 m
- Peso vacío: 2.618 kg
- Peso cargado: 4.920 kg
- Peso útil: 2.301 kg
- Peso máximo al despegue: 4.950 kg
- Planta motriz: 2× Turboeje Turbomeca Arriel 2C2.
  - Potencia: 697 kW 943 HP cada uno.

### Rendimiento
- Velocidad nunca excedida (Vne): 324 km/h
- Velocidad máxima operativa (Vno): 306 km/h
- Velocidad crucero (Vc): 280 km/h
- Alcance en ferry: 857 km km
- Techo de vuelo: 4.572 m (15.000 ft)
- Régimen de ascenso: 8,9 m/s (1.759 ft/min)

### Desarrollos relacionados
- Aérospatiale SA 360 Dauphin
- Eurocopter AS365 Dauphin
- Eurocopter HH-65 Dolphin
- Eurocopter AS565 Panther
- Eurocopter X3

### Aeronaves similares
- Kamov Ka-60
- AgustaWestland AW169
- Bell 430
- Sikorsky S-76
- Mitsubishi MH2000

### Secuencias de designación
- Helicópteros civiles del Grupo Eurocopter: EC120 · EC130 · EC135 · EC145 · EC155 · EC175 · EC225 · AS332 · AS350 · AS355 · AS365